# Renault R-motor
R-motoren er en firecylindret bilmotor fra Renault. Dens slagvolume er 1.598 cm³, med en boring på 80 mm og en slaglængde på 79,5 mm.

## R9M
R9M er en dieselmotor med 4 ventiler pr. cylinder og commonrail-indsprøjtning.
Motorens effekt er 96 kW (130 hk) ved 4.000 omdr./min., og drejningsmomentet er 320 Nm ved 1.750 omdr./min..
Motoren kommer senere i en biturboudgave med 118 kW (160 hk).
Applikationer:
- Renault Scénic, 2011−
- Nissan Qashqai, 2012−